# Нида (аэродром)
Аэродром Нида — небольшой аэродром, располагающийся на западе Литвы, на Куршской косе, в 3 км на северо-востоке от посёлка Нида. Аэродром подходит для лёгкой, сверхлёгкой и спортивной авиации.

## История
Аэродром Нида был построен в 1967 году. В 1970–1975 годах из аэродрома Нида на самолётах Ан-2 велись прямые рейсы в Палангу, Каунас и Вильнюс. В то время на аэродроме стояло небольшое служебное здание, которое с 1972 года не используется. В 1994 году Правительство Литвы разработало план, согласно которому аэродром должен был стать доступным для лёгкой авиации.

### Реконструкция
1 июля 1998 года был подготовлен план по реконструкции аэродрома. Правительство Литвы выделило на реконструкцию 5,6 миллионов литов. В рамках первого этапа реконструкции ВПП была удлинена на 215 м до 815 м, до реконструкции её длина составляла 600 метров. Изначально ВПП планировалось расширить до 1200 метров, чтобы на неё смогли приземляться небольшие пассажирские самолёты, но из-за протеста «зелёных» в 1998 году от этих планов отказались. Также в рамках второго этапа реконструкции ВПП получила новую водосточную систему.

### Ограничение на полёты
30 марта 2017 года Литовские вооружённые силы ввели запрет на полёты в аэродром Нида воздушных судов, не связанных с государственными органами, а также поисковым и спасательным воздушным судам.

## Аварии и инциденты
27 июня 1992 года Ан-2 Российской авиакомпании «Аэро» (рег. № 01800) из-за ошибки пилота приземлился на последней трети ВПП, из-за чего, не успев затормозить, потерпел крушение. Из 11 человек на борту никто не погиб, пострадало 3 человека, они были госпитализированы в Клайпеде.
18 июля 2009 года на аэродроме попал в аварию Cirrus SR22, принадлежавший литовскому предпринимателю Тадасу Каросу.